# Coelomera
Coelomera é um género de besouro pertencente à família Chrysomelidae.
As espécies desse género podem ser encontradas na América do Sul e Central.
- Coelomera bajula Olivier, 1808
- Coelomera cajennensis (Fabricius, 1787)
- Coelomera godmani
- Coelomera ruficollis Olivier, 1791
- Coelomera tibialis Clark, 1865